# Pierre Emmanuel Félix Chazal

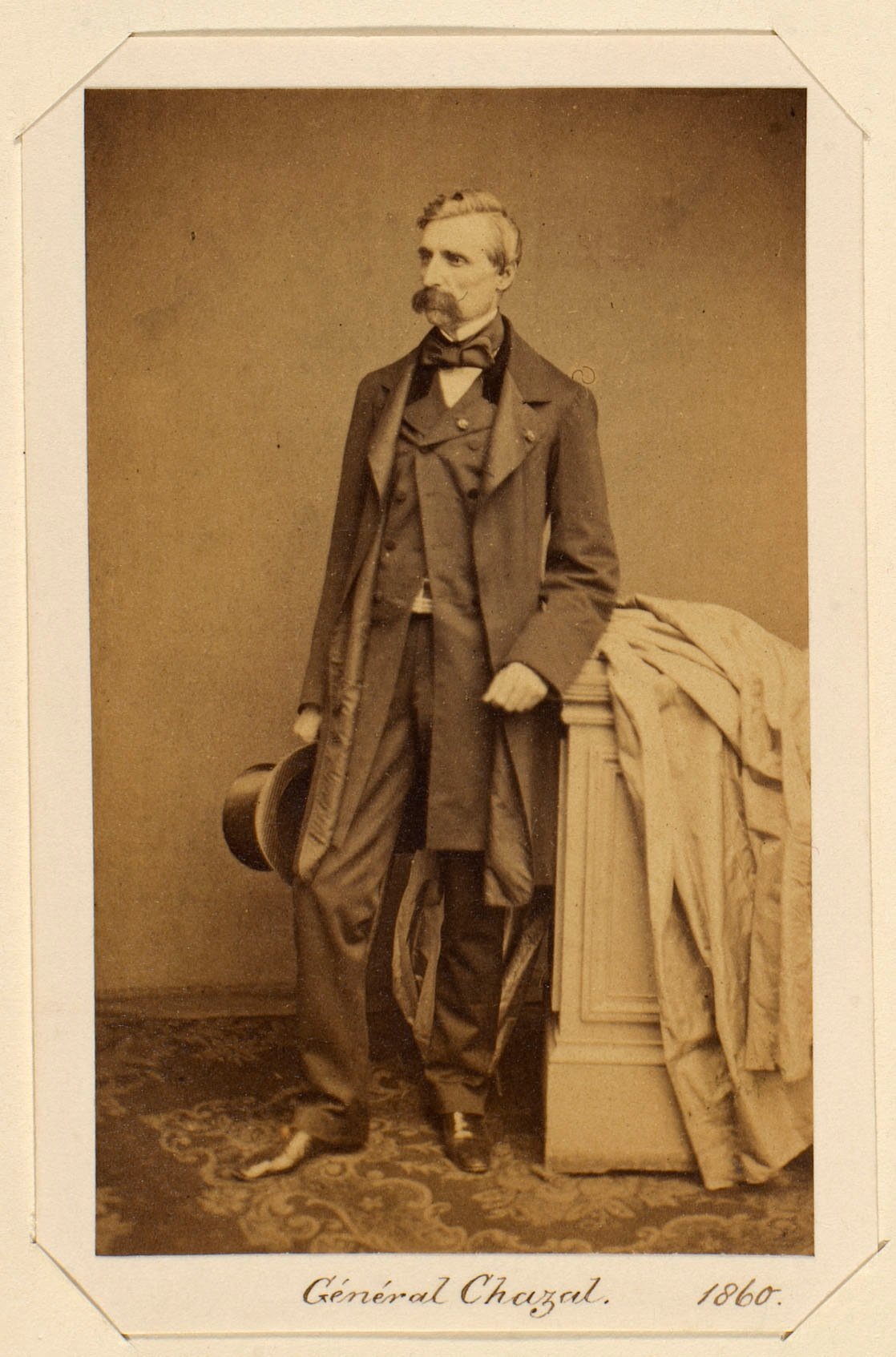
General Pierre Emmanuel Félix Chazal in 1860.

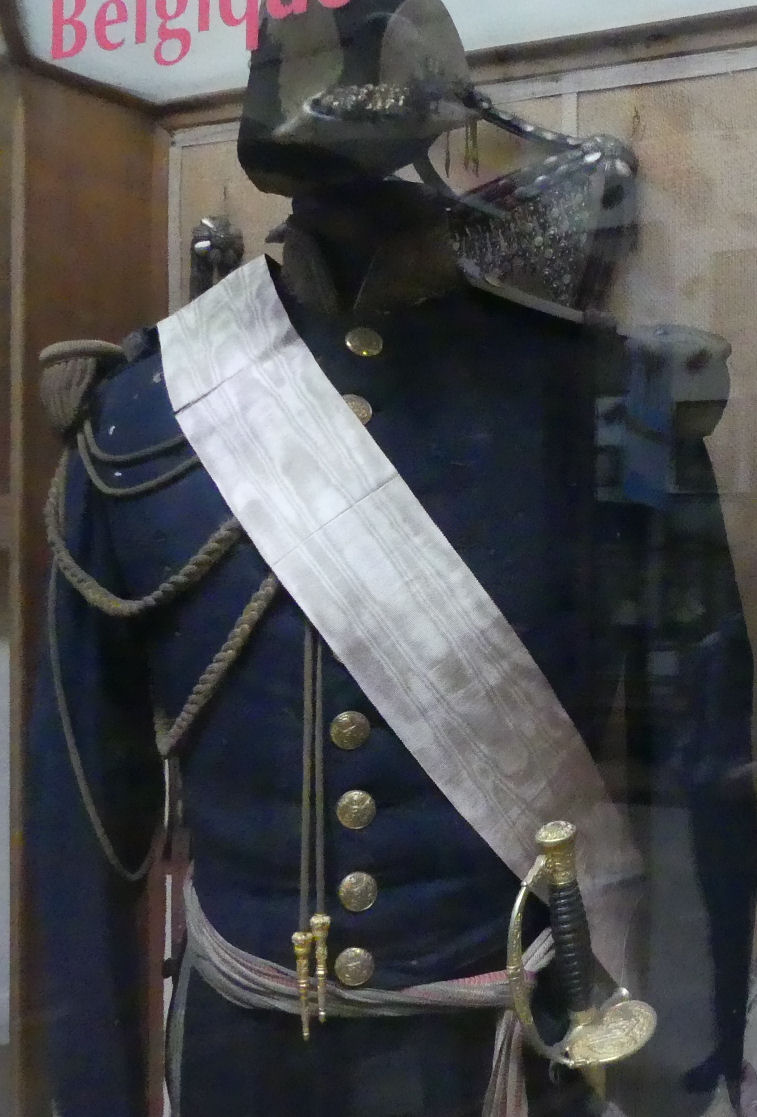
uniform van Baron Chazal, verz. Koninklijk Legermuseum te Brussel.

Pierre Emmanuel Félix Chazal (Tarbes (Frankrijk), 1 januari 1808 – Uzos, 25 januari 1892) was een Belgisch legerofficier, liberaal boegbeeld en minister van oorlog van 1847 tot 1850 en van 1859 tot 1866.

## Levensloop
Chazal was de zoon van Jean-Pierre Chazal, een vooraanstaande ambtenaar in het revolutionaire Frankrijk. Jean-Pierre Chazal was in 1792 lid van de Nationale Conventie, stemde net zoals Jacques-Louis David en Jean-Paul Marat in met de doodstraf of onthoofding van Lodewijk XVI. Even later was hij betrokken bij de inbeschuldigingstelling van Marat. Als lid van de Raad van de Vijfhonderd begunstigde hij Napoleon die hem tot prefect van de Hautes-Pyrénées benoemde in 1802 en hem baron de l'Empire maakte in 1809. Na de val van Napoleon legde de Restauratie beslag op zijn bezit en verbande hem. In 1816 vestigde hij zich met zijn vrouw Marie-Françoise Palatine De Laville en de achtjarige Félix in Brussel.
Chazal liep school te Brussel bij de vurig Belgischgezinde dichter Philippe Lesbroussart. Huwde in 1829 in Luik met Anne-Thérèse Graff uit Ensival. Ze kregen vier zoons die alle vier officier werden:
- Gustave Félix Chazal (1832-1886), generaal-majoor
- Jules Ernest Chazal (1834-1865), kapitein, sneuvelde in Tacámbaro, als lid van de militaire expeditie in Mexico
- Adolphe Charles Chazal (1836-1921), kapitein-commandant
- Léon Alexis Chazal (1841-1922), luitenant-kolonel. Deze laatste had drie kinderen, die kinderloos bleven, en van wie de laatste in 1970 overleed.

In 1830 speelde Chazal een actieve rol bij de Belgische Opstand door een geïmproviseerde burgerwacht te organiseren. Tijdens het Voorlopig Bewind hield Chazal zich bezig met het opruimen van Nederlands verzet en legde hij tevens de eerste steen voor een Belgisch leger. Pas op 9 juni 1844 werd hij van Fransman tot Belg genaturaliseerd en op 5 mei 1846 werd hij vleugeladjudant van Leopold I, die hem vervolgens op 11 augustus 1847 tot luitenant-generaal benoemde en een dag later tot minister van Oorlog.
In 1857 werd hij in de Belgische erfelijke adel opgenomen, met baronstitel voor hem en zijn zoons. Zij waren de laatste naamdragers Chazal.
In 1865 kwam het - na een parlementair conflict over de opstand in Mexico met de Antwerpse afgevaardigde Delaet - tot een duel, waarbij hij gewond werd. Het gerecht kwam tussenbeide en sprak een gevangenisstraf en boete uit. De koning weigerde zijn ontslag en de gewonde minister ging op rust in Frankrijk. Ondertussen was zijn zoon Ernest in Mexico gesneuveld. 
Het kwam niet tot een uiteindelijke genezing en op 12 november 1866 werd Chazal van zijn functies ontheven en tot minister van staat benoemd.
Tijdens de Frans-Duitse Oorlog voerde hij het bevel over het Observatieleger dat over het zuiden en oosten van het land moest waken. Nadat Napoleon III zich overgaf in Sedan, begeleidde hij hem van de Belgische grens naar zijn gevangenschap in Wilhelmshöhe via Verviers. 
In 1875 trok hij zich terug op zijn kasteel Uzos in Pau, waar hij zijn memoires schreef.
Op 24 mei 1874 ging  hij over naar het reservekader en trok zich om gezondheidsredenen terug naar Frankrijk.
Op 25 januari 1892 stierf Chazal te Uzos. Zijn vrouw overleed nog diezelfde dag.

## Carrière
- 1830: het Voorlopig Bewind benoemt hem tot intendant-generaal (divisie-generaal)

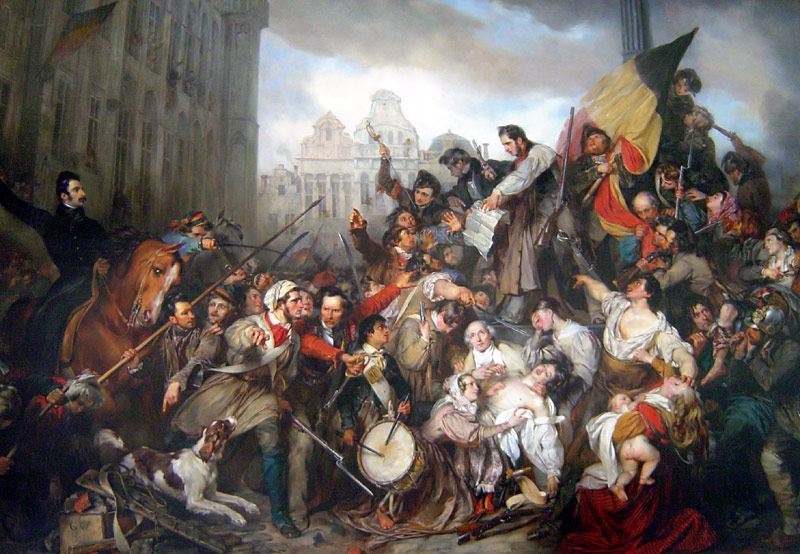
Chazal is links zittend op een paard afgebeeld op dit 'Tafereel van de Septemberdagen 1830 op de Grote Markt te Brussel.' Gustave Wappers schilderde deze monumentale weergave met olieverf op een doek van 444 op 660 cm in 1835.

- 1830-1833: commandant Belgisch Leger
- 1833-1837: commandant provincie Luik
- 1833: IJzeren Kruis 1830
- 1837-1839: commandant 9de Linie Regiment in Luik
- 1842: generaal-majoor
- 1846-1865: vleugeladjudant van de Koning
- 1847: luitenant-generaal
- 1847-1850: Minister van Oorlog
- 1850: Bevel 9de infanteriedivisie en 2de territoriale divisie
- 1850-1875: militair gouverneur Koninklijke residenties
- 1851-1859: commandant 2de Territoriaal en 2de Infanteriedivisie
- 1853: vertegenwoordiger van de koning bij de troonsbestijging van Tsaar Alexander II
- 1857: erkenning adeldom met de titel baron, erfelijk bij eerstgeboorte
- 1859-1866: minister van Oorlog
- 1865-1892: vleugeladjudant van Leopold II
- 1866-1870: commandant 4de Territoriaal Divisie
- 1870: commandant van het Observatiekorps
- 1870-1874: commandant van het 2de Territoriaal Divisie
- 1874-1875: commandant van de 2de Militaire Omschrijving
- 1875-1892: adjudant-generaal, Chef van het Militair Huis van de Koning

## Duel
Chazal is ook bekend vanwege een duel met het Antwerpse Kamerlid Jan De Laet (van de Meetingpartij) op 8 april 1865. Een wet uit 1841 omschreef duelleren als een misdrijf. De inzet was een aanwervingsformulier voor een Belgisch vrijwilligersleger bij de Franse interventie in Mexico. Chazal verloor. In 1865 werd hij veroordeeld door het Hof van Cassatie, bevoegd voor misdrijven van ministers in functie. Hij kreeg gratie van de Senaat door toedoen van Leopold II. 

## Standbeeld
Op 30 augustus 1908 werd zijn standbeeld in Leopoldsburg. plechtig onthuld. De ceremonie vond plaats in de aanwezigheid van de beeldhouwer Desenfans. Tweeduizend oudgedienden van het observatieleger van 1870 defileerden voor het standbeeld van hun vroegere commandant. Leopoldsburg werd als standplaats gekozen omdat Chazel  - als minister van oorlog - de nodige kredieten vrijmaakte voor de verdere uitbouw van het kamp van Beverlo.
Het standbeeld toont Chazal rechtopstaand met officiersmantel, leunend op zijn zwaard. Het voetstuk toont een leeuw met een vlag, eikentakken en een geweer. Drie  half verheven bronzen geven taferelen uit zijn leven weer.

## Eretekens en onderscheidingen

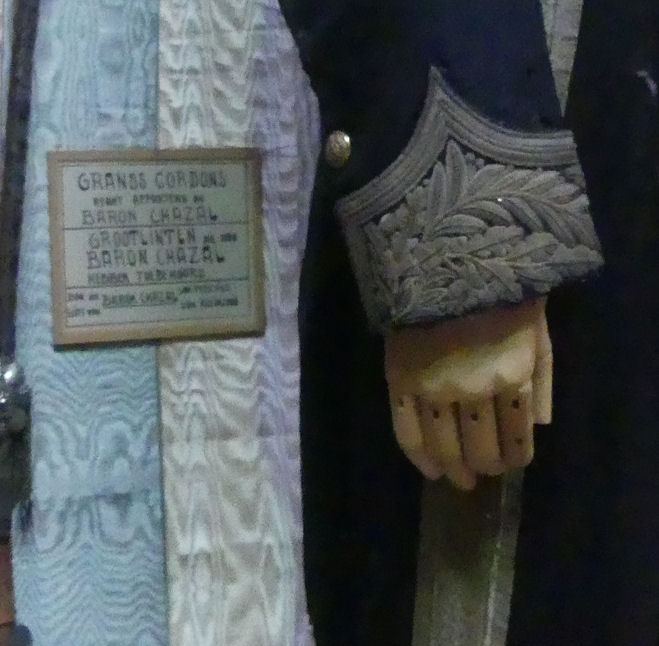
Grootlinten in het Legermuseum

Voor zijn militaire verdiensten ontving baron Chazal verschillende eretekens, waarvan een gedeelte bewaard is in de verzameling van het Legermuseum te Brussel.
- Minister van Staat, per koninklijk besluit[4]
- Grootlint met Zwaarden in de Leopoldsorde.[4]
- IJzeren Kruis 1830[4]
- Grootkruis met Briljanten Orde van Sint-Anna van Rusland[4]
- Grootkruis Orde van de Witte Adelaar (Rusland).[4]
- Grootkruis in de Alexander Nevsky Orde van Rusland[4]
- Grootkruis Leopoldsorde van Habsburg[4]
- Grootkruis in de Welfen-orde,[4]
- Grootkruis in de Orde van de Verlosser, Griekenland[4]
- Grootkruis in de Orde van Guadelupe, Mexico[4]
- Grootkruis in de Orde van Sint Maurus en Lazarus, Sardinie[4]
- Grootkruis in de Pruissische Kroonorde[4]
- Grootkruis in de Orde van de Toren en het Zwaard, Portugal[4]
- Ere-Kruis 1ste Klasse Prinselijke Huisorde van Hohenzollern[4]